# Nikolaj Djulgerov
Nikolaj Velkov Djulgerov (in bulgaro Николай Велков Дюлгеров?; Sofia, 10 marzo 1988) è un calciatore bulgaro, centrocampista del Template:Calcio Kostenets.

## Caratteristiche tecniche
Gioca come mediano.

## Carriera

### Club
Cresce nelle giovanili dello Slavia Sofia, con cui nella stagione 2007-2008 fa parte della rosa della prima squadra; nella stagione 2008-2009 gioca in prestito al Minjor Pernik, con cui disputa 12 partite nella massima serie bulgara. Terminato il prestito fa ritorno allo Slavia Sofia, con la cui maglia nella stagione 2009-2010 gioca 22 partite e segna una rete (la sua prima in carriera tra i professionisti) nella massima serie bulgara; l'anno seguente gioca altre 5 partite con lo Slavia, che nel gennaio del 2011 lo cede al Ludogorets, dove Djulgerov rimane fino a fine stagione senza mai scendere in campo in partite ufficiali.
Rimane al Ludogorets anche nella prima parte della stagione 2011-2012, nella quale scende in campo in 2 partite di campionato; nel gennaio del 2012 passa poi al CSKA Sofia, con cui conclude l'annata disputando ulteriori 12 partite in massima serie.
Nell'estate del 2012 dopo essere rimasto svincolato si accasa alla Lokomotiv Plovdiv, con cui nella stagione 2012-2013 gioca 8 partite nel campionato bulgaro; nel gennaio del 2013 fa ritorno allo Slavia Sofia, con cui gioca un'ulteriore partita di campionato ed una partita in Coppa di Bulgaria. Nell'estate del 2013 fa invece ritorno al CSKA Sofia, dove rimane fino al febbraio del 2014: nel corso della stagione 2013-2014 gioca in totale una partita in Coppa di Bulgaria e 7 partite di campionato; terminata la seconda esperienza al CSKA si trasferisce in Kazakistan, allo Spartak Semeý, con cui rimane fino al gennaio del 2015 segnando una rete in 22 presenze nella massima serie locale.
Il 6 gennaio 2016 il giocatore bulgaro firma un contratto con l'Akragas, società militante nel campionato di Lega Pro: nel corso della stagione gioca 12 partite in campionato ed una nella Coppa Italia Lega Pro. Nell'estate del 2016 torna in patria, accasandosi al Neftochimic Burgas, formazione di massima serie.

### Nazionale
Nel 2009 ha giocato 6 partite nella nazionale bulgara Under-21, 2 delle quali nelle partite di qualificazione agli Europei di categoria.